# Jimmy Walsh
James B. Walsh, mais conhecido como Jimmy Walsh (Newton, 18 de julho 1883 - Beverly, 23 de novembro de 1964) foi um pugilista americano, campeão mundial dos pesos-galos entre 1905 e 1909.

## Biografia
Em seus primeiros anos de carreira, entre 1902 e 1904, Walsh foi um boxeador extremamente dominante nos ringues de Boston e adjacências.
Seu primeiro grande desafio de fato aconteceu em 1904, quando viajou até Londres e enfrentou o campeão inglês e europeu dos pesos-galos Digger Stanley por duas vezes. Walsh saiu derrotado no primeito embate, mas conseguiu arrancar um empate no segundo confronto entre os dois.
De volta aos Estados Unidos, resistiu ao respeitabilíssimo Danny Dougherty, em um curto combate de 6 assaltos sem resultado oficial, que os jornais da época noticiaram como um surpreendente empate.
Já no ano de 1905, após uma importante vitória sobre Tommy Feltz, Walsh subiu ao ringue contra Monte Antell. Este controverso combate terminou no ringue com vitória para Attell, uma vez que o árbitro desqualificara Walsh por causa de um golpe abaixo da linha da cintura. Walsh alegou ter sido um golpe acidental e, inconformado, precisou ser contido pela polícia. No dia seguinte à luta, a opinião geral era de que Walsh tinha sido injustamente penalizado e o resultado oficial passou a ser amplamente questionado.
A partir de então, Walsh passou a reclamar para si o título de campeão mundial dos pesos-galos, que estava oficialmente vago desde que Joe Bowker o havia renunciado. Walsh defendeu o seu título com sucesso até 1909, quando enfim veio a perdê-lo para Jimmy Reagan.
Walsh e Montel Attell tornariam a se reencontrar no ringue em mais duas ocasiões, um empate em 1908 e vitória de Attell em 1910. Além disso, Walsh também chegou a enfrentar por cinco vezes o irmão de Monte, o legendário campeão dos pesos-penas Abe Attell, com três vitórias de Abe, um empate e uma luta sem resultado.
Em 1912, Walsh tentou capturar o título mundial dos pesos-penas de Johnny Kilbane, mas não conseguiu nada além de um empate. Um ano mais tarde, já em fins de 1913, Walsh e Kilbane tornaram a duelar, desta vez com vítória nos pontos para Kilbane.
Jimmy Walsh abandonou os ringues em 1914 e depois disso teve uma longa vida, vindo a falecer em 1964, aos 81 anos de idade.